# Pinkstinks Germany

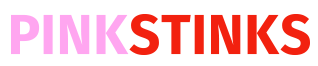
Logo

Pinkstinks Germany (deutsch „Pink stinkt Deutschland“) ist eine feministische Bildungsorganisation, die durch Kampagnen und Bildungsangebote für Sexismus, insbesondere in der Werbung und den Medien, sensibilisieren will. Die Organisation wurde 2012 als Verein gegründet und hat ihren Sitz in Hamburg. Sie beriet die Bundesregierung 2016 und 2017 zur möglichen Implementierung einer Gesetzesnorm in das Gesetz gegen den unlauteren Wettbewerb.

## Geschichte
Pinkstinks entstand aus dem gleichnamigen Blog, der Webseite sowie dem Facebook-Auftritt, die Stevie Schmiedel im Juni 2012 startete. Die Erlaubnis, den Namen zu nutzen, hatte sie von britischen Aktivistinnen, den Schwestern Abi und Emma Moore erhalten, die 2008 in London die Kampagne Pinkstinks gegründet hatten. Im Oktober 2012 gründete sich Pinkstinks als Verein und wurde von der Bewegungsstiftung gefördert. Der Verein machte in Medien, auf Podien und Demonstrationen auf seine Anliegen aufmerksam.
Schmiedel war bis 2020 Geschäftsführerin, Vorsitzende und Kreativleitung des Vereins. Blanca Fernández war bis 2020 zweite Vorsitzende und leitete die Theaterprojekte an Schulen, für die Pinkstinks Förderungen vom Bundesministerium für Familie, Senioren, Frauen und Jugend erhielt. 2020 verließen Fernández und Schmiedel den Vorstand, Schmiedel blieb aber bis 2022 Kreativleitung und Pressesprecherin. In dieser Zeit entstanden Kampagnen wie das Arbeitsheft „Schule gegen Sexismus“ sowie eine Broschüre, in der sich Deutschlands größte Werbeagenturen erstmalig gemeinsam mit Pinkstinks gegen Sexismus in der Werbung aussprechen („Beton ohne Brüste“).
2020 wurde Ariane Lettow Geschäftsführerin. In den Vorstand gingen Miriam Krieger, Lara Wichels und Jamie Watson. Im April 2022 übergab Schmiedel die Kreativleitung an Mareike Woischke und gab im September auch die Presseaktivitäten für den Verein auf.

## Ziele

### Rollenstereotype in Frage stellen
Pinkstinks beschäftigt sich mit sozial zugeschriebenen Geschlechterrollen und greift deren Einseitigkeit an, da sich Kinder aufgrund starrer Stereotype nicht entsprechend ihren Neigungen und ihren eigenen Ziele entwickeln können. Mit Kampagnen an Schulen, unter anderem gegen das kommerzielle Format Germany’s Next Topmodel, sowie durch Gespräche mit Politikern sollen vielschichtige, individuelle und nichtkommerzielle Entwicklungsmöglichkeiten für Heranwachsende gestärkt werden.

### Monitoring sexistischer Werbung
Nachdem Pinkstinks per Petition über zwei Jahre ein deutschlandweites Verbot sexistischer Werbung gefordert hatte, förderte das Bundesministerium für Familien, Senioren, Frauen und Jugend von 2017 bis 2019 ein Monitoring sexistischer Werbung, um zu eruieren, ob Deutschland ein solches Verbot benötigte. Hierfür produzierte Pinkstinks die Web-Applikation Werbemelder.in, die in den ersten zwei Jahren siebenmal so viele Anzeigen gemeldet bekam wie der Deutsche Werberat. Die Daten zeigten bis 2021 einen Rückgang von sexistischer Werbung in Deutschland, so dass die Forderung für ein Verbot eingestellt wurde. Zum Monitoring hatte die Auflage gehört, Maßnahmen zur Reduzierung sexistischer Werbung zu entwerfen und anzuwenden. Durch Print- und Online-Kampagnen, Gespräche mit Werbeagenturen, Vorträge, den Pinken Pudel und die Werbemelder.in konnte Pinkstinks in einen Dialog mit der deutschen Werbewirtschaft treten.

## Preisvergabe Pinker Pudel
Als Teil des Projekts Werbemelder.in, das auf sexistische Werbung aufmerksam macht, wird der Pinke Pudel vergeben. Mit ihm als Positivpreis werden kreative Kampagnen, die mit klassischen Geschlechterrollen brechen und Vielfalt zeigen, ausgezeichnet. Von 2018 bis 2021 vergab Pinkstinks mit Förderung durch die Stadt Hamburg viermal den Pinken Pudel.

## Slogan
Pinkstinks erster Slogan war 2012: „Mädchen sein kann man auf viele Weisen. Junge auch.“ Ab 2015 hieß der Slogan „Vielfalt ist Schönheit“, bis er 2019 in „Die Zeiten gendern sich“ geändert wurde.

## Auszeichnungen
- 2018 und 2021: Smart Hero Award für Not Heidis Girl (2018) und für die Schule gegen Sexismus (2021), Elke Büdenbender hielt die Laudatio.[20]
- 2021: German Design Award für die Video-Kampagne Fighterella gegen Sexismus im Sport mit Sarah Scheurich.[21]
- 2022: Deutscher Engagementpreis in der Kategorie Demokratie stärken.[22][23]